# جاكي كوجان
جاكي كوجان (بالإنجليزية: Jackie Coogan)‏ (أكتوبر 26, 1914 – مارس 1, 1984) هو ممثل أمريكي بدأ مهنته عندما كان فتى في السينما الصامتة. عرف لسنوات بالعم فيستر في ستينات القرن المنصرم من خلال ظهوره في السلسلة التلفزيونية الكوميدية عائلة أدامز.

## بدايته وحياته المبكرة
ولد في لوس أنجيلوس بولاية كاليفورنيا بالولايات المتحدة الأمريكية في 26 أكتوبر من عام 1914. حصل على نجمة على ممر المشاهير في عام 1960. ولد جاكي في عائلة فنية حيث يعمل والده راقصا بالمسرح ومعه والدته، وفي سن الرابعة ظهر على خشبة المسرح كطفل، وفي الخامسة قام مع عائلته بجولة مسرحية في كاليفورنيا، حيث رآه تشارلي تشابلن فأشركه معه في دور صغير كاختبار في فيلم متعة ليوم واحد (بالإنجليزية: A Day's Pleasure)‏ في عام 1919. توفي في 1 مارس من عام 1984 في سانتا مونيكا، كاليفورنيا في الولايات المتحدة الأمريكية إثر أزمة قلبية. جاكي كوجان هو من جعل الولايات المتحدة تصدر قانون خصيصًا لحماية أموال الممثلين الأطفال من الواصين عليهم سمي بإسم قانون كوجان وذلك عندما بلغ الثامنة عشر وجد أن والدته وزوجها كانا قد قاما بصرف كل أمواله التي جناها خلال فترة طفولته أثناء عمله بالتمثيل.

## روابط خارجية
- جاكي كوجان على موقع IMDb (الإنجليزية)
- جاكي كوجان على موقع ميتاكريتيك (الإنجليزية)
- جاكي كوجان على موقع الموسوعة البريطانية (الإنجليزية)
- جاكي كوجان على موقع روتن توميتوز (الإنجليزية)
- جاكي كوجان على موقع ألو سيني (الفرنسية)
- جاكي كوجان على موقع تيرنر كلاسيك موفيز (الإنجليزية)
- جاكي كوجان على موقع أول موفي (الإنجليزية)
- جاكي كوجان على موقع قاعدة بيانات الأفلام السويدية (السويدية)
- جاكي كوجان على موقع إن إن دي بي (الإنجليزية)
- جاكي كوجان على موقع أول ميوزيك (الإنجليزية)